# Betty Wright
Betty Wright, egentligen Bessie Regina Norris, född 21 december 1953 i Miami i Florida, död 10 maj 2020 i samma stad, var en amerikansk R&B-sångare inom soul och funk.
Wright började som barn sjunga gospelmusik tillsammans med sina syskon. Hon började redan i tonåren på 1960-talet ge ut singlar, men fick inget riktigt genombrott fram till låten "Clean Up Woman" som utgavs 1971. Den blev en amerikansk hit 1972 med en sjätteplats på Billboard Hot 100-listan. Hon belönades med en Grammy 1975, som medkompositör till låten "Where Is the Love".

### Fotnoter
1. 1 2 3  Find a Grave, Find A Grave-ID: 209943856, läs online, läst: 24 december 2022.[källa från Wikidata]
2. 1 2 3  Rate Your Music, Rate Your Music artist-ID: betty-wright, läs online, läst: 24 december 2022.[källa från Wikidata]
3. 1 2 3  Identifiants et Référentiels, Agence bibliographique de l'enseignement supérieur, idRef-ID SUDOC: 244161496, läst: 24 december 2022.[källa från Wikidata]
4. ↑  Discogs, Discogs artist-ID: 97072, läst: 9 oktober 2017.[källa från Wikidata]
5. ↑  "Clean Up Woman" Singer Betty Wright Has Died (på engelska), 10 maj 2020, läs online.[källa från Wikidata]
6. ↑  Soul & R&B Icon Betty Wright Dies at 66, Heavy.com (på engelska), läs online, läst: 10 maj 2020.[källa från Wikidata]
7. ↑  Betty Wright obituary (på engelska), The Guardian, läs online.[källa från Wikidata]
8. 1 2 3  BlackPast.org, BlackPast-ID: african-american-history/wright-betty-1953african-american-history/blackpast-org-2007, läst: 24 december 2022.[källa från Wikidata]
9. ↑  Find a Grave, Find A Grave-ID: 209950544, läs online, läst: 24 december 2022.[källa från Wikidata]
10. ↑  läs online, www.grammy.com , läst: 24 december 2022.[källa från Wikidata]
11. ↑  Grammy Award artist-ID: betty-wright/16266, läs online, läst: 24 december 2022.[källa från Wikidata]
12. ↑  https://www.svt.se/kultur/soulartisten-betty-wright-ar-dod
13. ↑  https://www.billboard.com/music/betty-wright/chart-history/HSI
14. ↑  https://www.grammy.com/grammys/artists/betty-wright